# Уппсальский замок
Уппсальский замок (швед. Uppsala Slott) — королевский замок-дворец XVI века в стиле ренессанс, расположенный в городе Уппсала в Швеции. Был возведён по приказу короля Густава I. С ним связаны несколько важных для шведской истории событий. Занесён в шведский реестр охраняемых зданий.

## Строительство
Строительство замка началось в 1540-х годах по приказу короля Швеции Густава I. Согласно преданию, был заложен в 1549 году, однако реально работы начались не позже 1547 года. Бастионы начали возводиться уже 1545 году. Это был период становления Швеции как независимого государства. Величественный замок был призван символизировать верховенство королевской власти в стране после разрыва с Ватиканом. И даже пушки замка были направлены на располагающуюся ниже резиденцию шведского архиепископа.
Ответственным за строительство был Хенрик фон Кёллен, который ранее построил замок Грипсхольм. Строительство началось с юго-западной башни, которая была закончена в 1557 году. В 1551—1558 годы руководителем работ был Повель Шютц. Он расширил замок, сделал двор с севера, построил два бастиона. В то время замок имел ориентацию не с севера на юг, как сейчас, а с запада на восток. С той фазы строительства сохранилось мало.
23 апреля 1572 года замок сильно пострадал от пожара. После этого бывший изначально крепостью замок был существенно реконструирован и расширен при сыновьях Густава I королях Эрике XIV, Юхане III и Карле IX, в результате чего он превратился в замок-дворец в стиле ренессанс. Эрик XIV пригласил в 1573-м архитектора Францеско Парра, участвовавшего ранее в строительстве Гюстровского замка. Его помощником был Антониус Ватц, который в 1580 году стал руководителем работ после смерти Парра. Современные очертания сформировались около 1600 года. Северная башня была завершена в 1614 году. При Густаве II Адольфе к дальнейшим работам начиная с 1620 года был привлечён датский архитектор Каспер Пантен. Замок был завершён только при королеве Кристине через столетие после начала строительства.
16 мая 1702 года в Уппсале был очень сильный пожар, от которого пострадал и замок. Его реконструкция была признана невозможной, он долго лежал в руинах. Юго-западная стена была снесена. Часть его камней были использованы при строительстве больницы в Уппсале и королевского дворца в Стокгольме.
В 1744 году принц Адольф Фредрик принял решение восстановить замок. Работы, в ходе которых восстановлен замок и северная башня, продолжались с 1749 по 1762 год под руководством архитектора Карла Хорлемана. Потом работа полностью прекратилась из-за нехватки денег, и окончательно отреставрирован замок был лишь в 1815—1820 годах когда была восстановлена южная башня.
В 2002—2003 годах была проведена реставрация фасадов, в ходе которой была возвращена историческая окраска Карла Хорлемана.
Изначально стены замка были обильно расписаны библейскими изречениями, на настоящий момент остаются различимы только две надписи на стукко (Псалтирь 33:18 и 145:18).

## Ботанический сад
Перед замком расположен ботанический сад, относящийся к университету Уппсаллы.
Изначально это был обычный сад, и он был создан в 1665 году. Был разрушен во время пожара, и был создан вновь в 1744 году в стиле барокко по плану архитектора Карла Хорлемана.
Ботаническим сад стал по инициативе Карла Тунберга, который убедил короля Густава III передать сад при замке университету, чтобы перевести туда старый университетский ботанический сад. Он был создан в 1655 году Улоф Рудбек старший. В 1741 году ответственным за него стал Карл Линней, который превратил его в крупнейший ботанический сад своего времени, собрав там тысячи зарубежных растений. Старый ботанический сад находился в центре города на берегу протекающей через город реки Фюрисон, и его почвы были заболоченными. Кроме того, требовалось и расширение площади сада. Именно поэтому Тунберг и обратился к королю, который также пожертвовал большую сумму денег, на которые была построена оранжерея Линнеанум.
Все растения были перенесены из старого ботанического сада в сад перед замком, и был открыт в 1807 году. После этого старый сад, который теперь называется «сады Линнея», пришёл в запущение. А новый ботанический сад перед замком расширялся несколько раз, и сейчас он занимает более 34 акров. В саду более 11 000 видов растений. Самые старые растения там — это лавровые деревья Линнея, которым более 250 лет..

## Исторические события
С замком связаны ряд важных для истории Швеции событий.
- Отсюда Густав I начал свой «путь Эрика» (швед. Eriksgata).
- В 1567 году в этом замке произошло убийство 5 знатных шведов впавшим в слабоумие королём Эриком XIV (швед. Sturemorden).
- В 1593 году в замке состоялось собрание, в котором участвовали более 300 священников, и в ходе которого была ратифицирована Реформация — отказ от католицизма и переход к лютеранству[12].
- В нём Густав II Адольф был коронован, а позже в 1630 году в нём принял решение и объявил о вступлении Швеции в войну, которая позже была названа Тридцатилетней.
- В Государственном зале этого замка 6 июня 1654 года было объявлено об отречении королевы Кристины от трона[8].

В начале 1900-х годов в замке провёл своё детство Даг Хаммаршёльд, который в 1953-1961-м годах был генеральным секретарём ООН.

## Современная функция
Бывший Государственный зал замка стал популярным местом проведения конференций и других мероприятий.
В настоящий момент в замке размещается администрация лена Уппсала и ряд различных компаний. Кроме того, в нём находятся Уппсальский музей искусства и Музей мира.